# Mycalesis unipupillata
Mycalesis unipupillata är en fjärilsart som beskrevs av Hans Fruhstorfer 1898. Mycalesis unipupillata ingår i släktet Mycalesis och familjen praktfjärilar. Inga underarter finns listade i Catalogue of Life.